# Whittenella
Whittenella là một chi bướm đêm thuộc họ Tortricidae.

## Các loài
- Whittenella peltosema (Lower, 1908)